# Johann Baptist Doerr
Johann Baptist Doerr (* 11. März 1811 in Mainz; † 12. November 1892 in Worms) war ein Geheimer Kommerzienrat und hessischer Unternehmer.

## Leben und Beruf

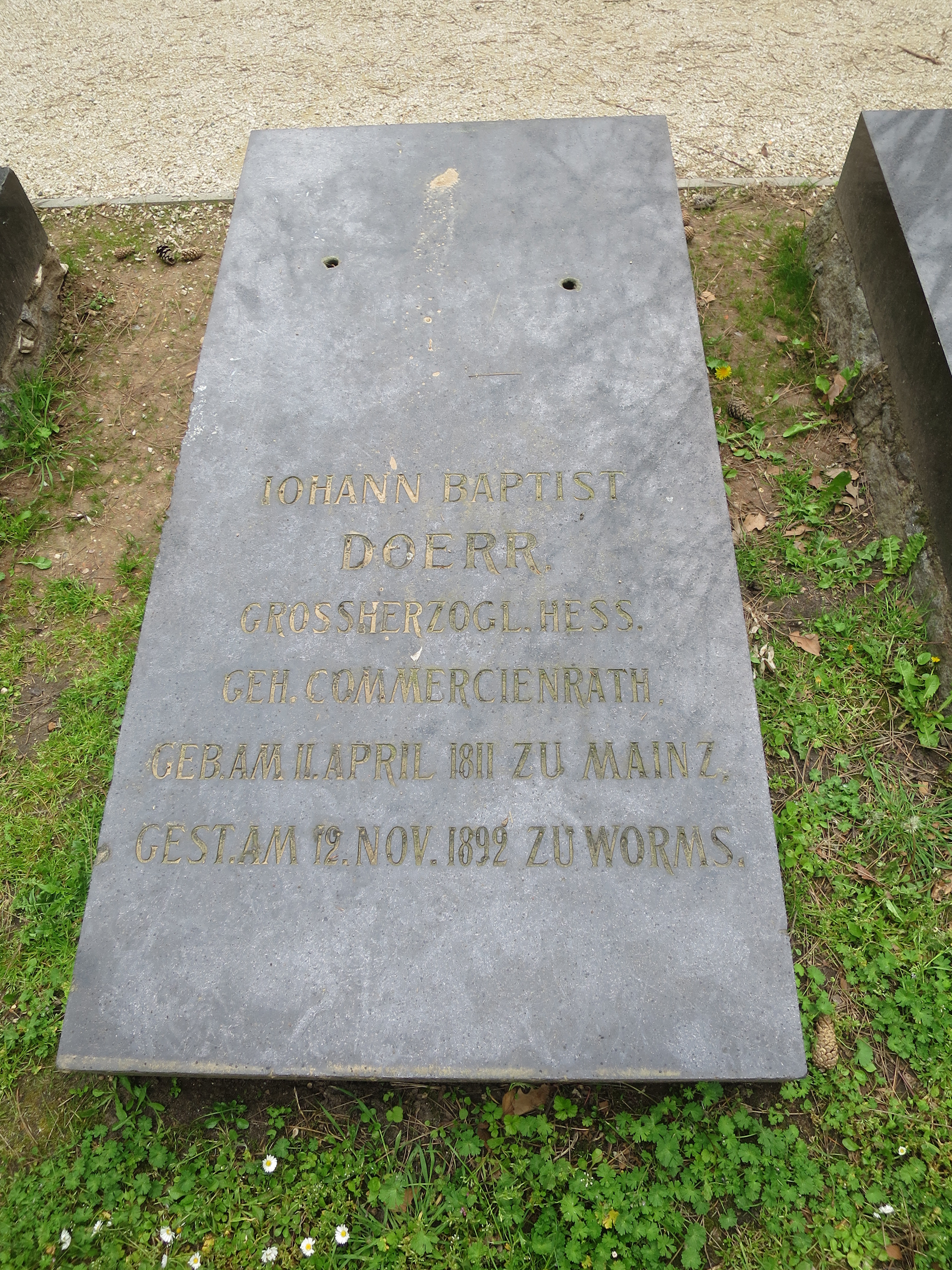
Grabstein von Johann Baptist Doerr im Albert-Schulte-Park in Worms

Doerr wurde in Mainz als Sohn des Bauunternehmers und Maurermeisters Josef Ignaz Doerr und dessen Ehefrau, Katharine Hochgesand, geboren. In Worms gründete er mit dem Unternehmer und Abgeordneten Nikolaus Andreas Reinhart die  Lederwerke Doerr & Reinhart, die in ihrer Blütezeit etwa 3000 Personen beschäftigten.
 

Mit der Gründung der Lederwerke entstand eine Konkurrenz zu den bereits existierenden Lederbetrieben Heyl’sche Lederwerke; gemeinsam wurden über 9000 Personen beschäftigt. Innerhalb der Gründerfamilien Doerr und Reinhart kam es in der Folge zu einem Konnubium, als Doerr die Tochter von Reinhart, Anna Reinhart, am 28. Oktober 1853 in Worms heiratete. Die Familien errichteten ein gemeinsames Erbbegräbnis mit einer neugotischen Kapelle als Mittelpunkt. 
Das von ihm und dem Industriellen Reinhart gegründete Unternehmen nahm später eine soziale Vorreiterrolle ein, indem es neben einer Kranken- und Sterbegeldkasse später auch eine Betriebskantine und weitere soziale Leistungen anbot.
Doerr engagierte sich gemeinsam mit seiner Frau unter anderem im Bildungssektor; so stiftete er einer Wormser Fortbildungsschule, die sich das Ziel gesetzt hatte, Söhne von verarmten Arbeiterfamilien Weiterbildungsmöglichkeiten zu erschließen, 5000 Gulden.
Von 1871 bis 1874 war Doerr Mitglied des Wormser Stadtrates, und in den Jahren 1876–1892 Präsident der Wormser Handelskammer, der er bereits seit 1854 angehörte. Die höchste ihm verliehene Auszeichnung war das Ritterkreuz Erster Klasse des Verdienstordens Philipp des Großmütigen am 19. Oktober 1874. Am 7. Mai 1879 wurde ihm der Titel Geheimer Kommerzienrat zuerkannt.
Aus seiner Ehe mit Anna geb. Reinhart gingen ein Sohn (Fritz) und drei Töchter (Elisabeth *1855, Anna *1857, Marie *1858) hervor.
Johann Baptist Doerr starb am 12. November 1892 in Worms.